# Hardt (Eckersdorf)
Hardt (früher auch Hermesbühl genannt) ist ein Gemeindeteil der Gemeinde Eckersdorf im Landkreis Bayreuth (Oberfranken, Bayern). Hardt liegt in der Gemarkung Eckersdorf.

## Geografie
Südlich des Weilers entspringt der Hermannsbach, ein linker Zufluss der Mistel. Südlich und östlich schließt sich ein Waldgebiet an. Im südlichen Teil entspringen mehrere Quellen, die einst zur Trinkwasserversorgung der Gemeinde Eckersdorf dienten. 0,25 km nordöstlich befindet sich der Hermannsberg (439 m ü. NHN). Eine Gemeindeverbindungsstraße führt nach Eckersdorf (0,6 km nordwestlich) bzw. zur Staatsstraße 2163 (1 km östlich).

## Geschichte
Der Ortsname Hardt bedeutet Bergwald bzw. bewaldeter Hang. Der frühere Ortsname Hermesbühl leitet sich wohl vom Personennamen Hermann ab und steht im Zusammenhang mit den Toponymen Hermannsbach und Hermannsberg der näheren Umgebung. Auf welche Person der Name zurückgeht, ist nicht geklärt.
Bis ins 20. Jahrhundert war der Weiler über ein zweiteiliges Wegesystem erschlossen. Der südliche ältere Weg erschloss die beiden ältesten Anwesen, der nördliche die zwei später entstandenen. Letzterer wurde unter Teilung des Flurstückes Rote Marter zur Straße nach Geigenreuth bzw. Bayreuth im 19. Jahrhundert ausgebaut.
Der Hermannsbach nahe dem Weiler Hardt trägt im Volksmund auch den Namen Gerbersbach, was wohl auf Besitzverhältnisse im 19. Jahrhundert zurückzuführen ist. Ein Gerber namens Schlenck aus der nahen Stadt Bayreuth besaß die Wiesengrundstücke am Bachufer bis zu der Mündung in die Mistel.
Wasser aus den Quellen im Südosten des Weilers wurde im frühen 18. Jahrhundert über eine Rohrleitung nach Bayreuth geleitet und speiste bis 1862 den markgräflichen Schlossbrunnen.
Hardt gehörte zur Realgemeinde Eckersdorf. Gegen Ende des 18. Jahrhunderts gab es drei Anwesen (2 Sölden, 1 Gütlein). Die Hochgerichtsbarkeit stand dem bayreuthischen Stadtvogteiamt Bayreuth zu. Die Grundherrschaft über die Anwesen hatte die Amtsverwaltung Donndorf.
Von 1797 bis 1810 unterstand der Ort dem Justiz- und Kammeramt Bayreuth. Mit dem Gemeindeedikt wurde Hardt dem 1812 gebildeten Steuerdistrikt Eckersdorf und der im gleichen Jahr gebildeten Ruralgemeinde Eckersdorf zugewiesen.

## Einwohnerentwicklung
| Jahr      | 001819 | 001822 | 001861 | 001871 | 001885 | 001900 | 001925 | 001950 | 001961 | 001970 | 001987 | 002016 | 002021 |
| Einwohner | 20     | 21     | 37     | 25     | 30     | 28     | 35     | 44     | 39     | 46     | 35     | 25     | 21     |
| Häuser    |        | 4      |        |        | 6      | 6      | 6      | 7      | 8      |        | 8      |        |        |
| Quelle    | [ 14 ] | [ 11 ] | [ 15 ] | [ 16 ] | [ 17 ] | [ 18 ] | [ 19 ] | [ 20 ] | [ 21 ] | [ 22 ] | [ 23 ] |        | [ 1 ]  |

## Religion
Hardt ist seit der Reformation evangelisch-lutherisch geprägt und nach St. Ägidius (Eckersdorf) gepfarrt.